# Faia (Guarda)
Faia ist eine Gemeinde (Freguesia) im portugiesischen Kreis Guarda. In ihr leben 180 Einwohner (Stand 19. April 2021).